# Montañas de Ordal
Las montañas de Ordal (o sierra del Ordal) son una zona montañosa del noreste de la península ibérica, pertenecientes a la cordillera Litoral catalana. Se encuentran en la provincia española de Barcelona.

## Descripción
Las montañas de Ordal puede considerarse que forman una unidad con el macizo del Garraf, habiendo sido considerada por algunos la riera de Cervelló como una posible divisoria entre ambos espacios. Su pico más alto es el Puig d'Agulles, cuya cima se encuentra a 653 m sobre el nivel del mar. En los últimos tiempos se han construido en la zona gran cantidad de urbanizaciones. Forman parte de la flora local especies como Pinus halepensis, Quercus ilex, Quercus coccifera, Chamaerops humilis, Ampelodesma mauritanica y Quercus cerrioides.